# Operacija Orlovi kremplji
Operacija Orlovi kremplji je bila odgovor na iransko zavzetje ameriškega veleposlaništva v Teheranu in zajetje talcev leta 1979. Operacija se je začela 24. aprila 1980 njen namen pa je bil osvoboditi zajete talce. Kljub skrbnemu načrtovanju se je operacija kmalu spremenila v pravo polomijo, ki je terjala nekaj življenj ameriških vojakov. Talci so tako še naprej ostali v rokah iranskih skrajnežev, ti pa so jih izpustili na svobodo šele po 444 dneh ujetništva oz. leta 1981.

## Kriza s talci
V Teheranu so potekali protesti v podporo novemu iranskemu režimu, ki mu je vladal vlada ajatola Ruholah Homeini. Ta je prišel na oblast po iranski revoluciji, ki je z oblasti odstranila proameriškega šaha Mohameda Reza Pahlavija. ZDA so bolnemu šahu in njegovi družini nato odobrile vizum za bivanje v ZDA. Protesti so bili usmerjeni tudi proti interesom ZDA v regiji. 4. novembra 1979 je množica protestnikov vdrla v ameriško veleposlaništvo in zajela 66 uslužbencev veleposlaništva. Iranske varnostne sile, ki so bile zadolžene za varovanje veleposlaništva, vdor v veleposlaništvo ni preveč skrbel, saj so podpirale protestnike. Tudi marincem, ki so varovali veleposlaništvo ni uspelo zaustaviti množice protestnikov. Uslužbenci veleposlaništva so imeli čas samo za uničenje pomembnih dokumentov in elektronske opreme. Zajeti so bili tudi trije uslužbenci veleposlaništva, ki so bili v času protestov na iranskem zunanjem ministrstvu. Ajatola Homeini, ki na začetku krize ni želel imeti nobenega opravka z zajetimi talci, je kasneje pohvalil zasedbo veleposlaništva. Iranci so se z zasedbo veleposlaništva tako maščevali ZDA, ki je odobrila azil nekdanjemu iranskemu šahu. Zahtevali so njegovo izročitev ter prenehanje vmešavanja ZDA v iransko zunanjo politiko. Predsednik Jimmy Carter je zahteve zavrnil. Ko je ZDA po koncu leta ugotovila, da se zadeva ne da rešiti po diplomatski poti, so se začele priprave za vojaško reševalno akcijo.

## Načrti za reševalno operacijo
Nalogo so zaupali polkovniku Charlesu Beckeithu. Operacija naj bi potekala globoko na sovražnikovem ozemlju, zato naj bi v operaciji sodelovali različni rodovi ameriške vojske od letalstva, mornarice, mornariške pehote, specialcev, enota DELTA pa do agentov CIE. Operacija je bila drzna in izredno tvegana vendar ob pravilni časovni usklajenosti mogoča. Pripadniki enote DELTA naj bi na dogovorjen kraj v puščavi prispeli iz letališča Masirah (Oman) v letalih C-130 Hercules. Pomembno vlogo v operaciji je imelo tudi letališče sredi puščave okoli 490 km od Teherana. Tam naj bi pristalo 6 letal C-130 Hercules (trije z enotami in trije z gorivom za helikopterje). 
Letalom bi se nato pridružilo še osem helikopterjev, ki bi prileteli z lealonosilke USS Nimitz. Zasilno letališče so poimenovali »Desert One«, v njegovi bližini je ležala odročna cesta, ki jo je bilo v času operacije potrebno zasesti. Ko bi se helikopteri oskrbeli z gorivom, bi pot nadeljevali proti Teheranu, kjer bi enote stopile v stik z agenti CIE. Helikopterji naj bi nato odleteli 25 km severno od mesta, kjer bi počakali na izid operacije. Proti večeru drugega dne bi se skupina v spremstvu agentov in lokalnih vodičev z 12 tovornimi vozili odpravila v center mesta, kjer naj bi ob 11.00 zvečer izvedli reševalno akcijo v veleposlaništvu in iranskem zunanjem ministrstvu. 
Po osvoboditvi talcev naj bi sledila evakuacija s helikopterjem do letališča Manzarieh okoli 56 km od glavnega mesta. Tega naj bi predhodno zasedla skupina rengerjev. Tam bi se talci, reševalne enote in posadke helikopterjev vkrcali na letala C-141 starlifter in tako pobegnile iz Irana. Za seboj bi pustili vse helikopterje, ki bi jih predhodno uničili, saj ti ne bi imeli dovolj goriva za povratek.
Operacija je bila odlično zastavljena, vendar so se dogodki, ki so sledili, odvili drugače.

## Operacija se začne
Operacija se je začela 24. aprila 1980 v zgodnjih jutranih urah. Prevoz enot iz ZDA v Oman je potekal po načrtu, vendar so se zadeve kmalu začele zapletati. Kmalu zatem, ko je prvo letalo s specialci pristalo na »Desert One«, sta se se z juga na odročni cesti pojavili dve vozili. Prvo vozilo, ki je bila cisterna, so specialci uničili vendar je vozniku uspelo pobegniti v drugo vozilo, ki je nato izginilo v puščavi. Prvemu letalu so nato sledila še druga. 
Ključni člen operacije so bili helikopterji. Osem helikoptejev RH-53D Sea Stallion je okoli 30 minut čez 12 uro poletelo z letalonosilke USS Nimitz. Kmalu je posadka enega od helikopterjev zaznala hujšo napako. Helikopter je nato zasilno pristač, posadka ga  je uničila in se vkrcala na preostale helikopterje. Nato se je pojavil peščeni vihar, ki je prisilil helikopterje k pristanku, enemu helikopterju pa  je odpovedal del elektronike, zaradi česar se je moral vrniti na letalonosilko. Ko se je vihar umiril, so preostali helikopterji nadaljevali pot. 
Zaradi zamude se je začelo hitro prečrpavanje goriva, specialci pa so se pripravili na vkrcanje. Zaradi težav s hidravliko je bil izločen še en helikopter. Sledil je kratek posvet s poveljstvom saj je bilo za izvedbo operacije potrebnih najmanj šest helikopterjev. Poveljstvo se je odločilo, da se operacija nadaljuje.  Med prečrpavanjem goriva je eden izmed helikopterjev z rotorjem zadel transportno letalo Hercules, pri tem pa je prišlo do močne eksplozije v kateri je umrlo osem oseb, štiri pa so bile ranjene. Akcija se je tako spremenila v pravo polomijo in temu je sledil samo še hiter umik iz Irana.

## Dogodki po operaciji
Po operaciji so Iranci, da bi preprečili ponoven poskus reševanjav talce razdelili v manjše skupine in jih skrili na varne lokacije po celotni državi. Kjub temu, da se je operacija »Orlovi kremplji« ponesrečila so Američani naredili načrt za novo reševalno akcijo, do katere pa nikoli ni prišlo.

Kriza s talci se je končala 20. januarja 1981, po 444 dneh je bilo  tako izpuščenih 52 talcev. Ni naključje, da se je to zgodilo ravno na dan ko je belo hišo prevzev novi ameriške predsednik Ronald Reagan.